# Pittsburgh Rens 1962-1963
La stagione 1962-63 dei Pittsburgh Rens fu la 2ª e ultima nella ABL per la franchigia.
Al momento del fallimento della lega, i Pittsburgh Rens erano terzi con un record di 12-10.

## Roster
| N° | Naz.                   | Ruolo | Sportivo        | Anno | Alt. | Peso |
| -- | ---------------------- | ----- | --------------- | ---- | ---- | ---- |
|    | Stati Uniti (bandiera) | AC    | Whitey Bell     | 1932 | 183  | 79   |
|    | Stati Uniti (bandiera) | A     | Charlie Curtis  | 1937 | 201  | 91   |
|    | Stati Uniti (bandiera) |       | Hank Whitney    | 1939 | 201  |      |
|    | Stati Uniti (bandiera) | AC    | Connie Hawkins  | 1942 | 203  | 91   |
|    | Stati Uniti (bandiera) | C     | Walter Kennedy  |      | 203  | 104  |
|    | Stati Uniti (bandiera) | A     | Walter Mangham  |      | 191  | 93   |
|    | Stati Uniti (bandiera) | G     | Johnny McCarthy | 1934 | 185  | 84   |
|    | Stati Uniti (bandiera) | G     | Jim McCoy       | 1936 | 185  | 82   |
|    | Stati Uniti (bandiera) | G     | Phil Rollins    | 1934 | 188  | 84   |
|    | Stati Uniti (bandiera) | AC    | Charlie Tyra    | 1935 | 203  | 104  |
|    | Stati Uniti (bandiera) | A     | Bob Wiesenhahn  | 1938 | 193  | 98   |

## Staff tecnico
- Allenatore: Neil Johnston